# L'Indomptable d'Edo
Pour plus de détails, voir Fiche technique et Distribution.
L'Indomptable d'Edo (車夫遊侠伝 喧嘩辰, Shafu yūkyōden: Kenka Tatsu) est un film japonais réalisé par Tai Katō, sorti en 1964.

## Synopsis
Osaka, hiver 1898. Tatsugoro, un tireur de pousse-pousse au caractère bien trempé et originaire de Tokyo vient s'installer à Osaka pour gagner sa vie. C'est le clan Nishikawa qui contrôle cette profession dans la ville.

## Fiche technique
- Titre français : L'Indomptable d'Edo[1],[2]

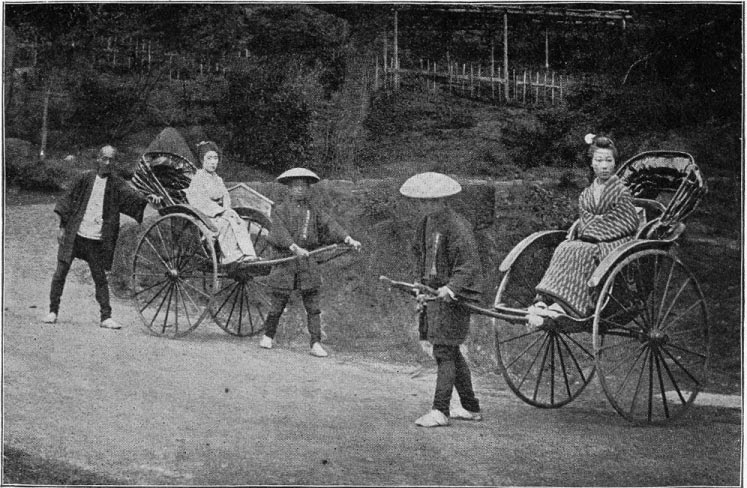
Deux pousse-pousse au Japon en 1897.

- Titre original : 車夫遊侠伝 喧嘩辰 (Shafu yūkyōden: Kenka Tatsu?)[3]
- Titre anglais : Fighting Tatsu, the Rickshaw Man
- Réalisation : Tai Katō
- Assistants réalisateurs : Norifumi Suzuki, Ikuo Sekimoto (ja)
- Scénario : Tai Katō et Norifumi Suzuki, d'après un roman de Gohei Kamiya
- Photographie : Shintarō Kawasaki
- Montage : Shintarō Miyamoto
- Musique : Nakaba Takahashi (ja)
- Producteur : Tatsuo Sakamaki et Gorō Kusakabe
- Société de production : Tōei
- Société de distribution : Tōei
- Pays d'origine :  Japon
- Langue originale : japonais
- Format : noir et blanc - 2,35:1 - 35 mm - son mono
- Genre : yakuza eiga et comédie dramatique
- Durée : 99 minutes[4] (métrage : 8 bobines - 2 725 m[4])
- Date de sortie : 
  - Japon : 5 avril 1964[4]

## Distribution
- Ryōhei Uchida : Tatsugoro Nakai
- Hiroko Sakuramachi (ja) : la geisha Kimiyyako
- Chōichirō Kawarasaki (ja) : Ginjirō Kurihara
- Mitsuko Yoshikawa : Umeno Kurihara, sa mère
- Sumiko Fuji (sous le nom de Junko Fuji) : Tamaryu
- Meichō Soganoya (ja) : Yasaburō Nishikawa
- Shinobu Chihara (ja) : Otoku Nishikawa, sa femme
- Jūshirō Konoe (ja) : Yatarō Mitsukawa, son beau-frère, le maître du dojo de ju-jitsu
- Minoru Ōki : Ryuun Yajima, un maître de ju-jitsu
- Nami Munakata (ja) : Suzuko Yajima, sa sœur
- Shin Tokudaiji : Tokumitsu, un membre du clan Nishikawa
- Akira Shioji (ja) : le pêcheur à la dynamite
- Saburō Kitajima
- Harumi Sone (ja)
- Haruo Tanaka